# Johannes Colom
Johannes Colom (Amsterdam, 1623 – ibid., 1654) va ser un llibreter i editor holandès d'Amsterdam.

## Biografia
Johannes Colom va néixer l'any 1623, fill gran de l'impressor i llibreter Jacob Aertsz. Colom (1599 – 1673) i Barbara Jans (1601 – ?). La professió de llibreter era habitual a la família Colom. La germana de Johannes Colom, Johanna, es va casar amb el llibreter i cartògraf Pieter van Alphen . El seu germà Arnold va fundar la seva pròpia llibreria al voltant de 1650. L'11 de novembre de 1644, Johannes Colom, que vivia a 't Water (el Damrak ) a Amsterdam, es va casar amb Christina Bruiningh, que vivia a Weesp. Junts van tenir un fill, Jacob Jansz. Columna (? – 1675). Johannes Colom regentava una llibreria a la presa. Del 1647 al 1654 Colom va treballar com a llibreter i també com a editor del 1647 al 1650. Després de la mort de Colom el 1654, Christina Bruiningh es va fer càrrec de la llibreria. El més probable és que Bruiningh també provenia d'una família de llibreters. El 6 de març de 1662, els Estats d'Holanda i Frísia Occidental li van concedir el dret exclusiu d'un llibre.

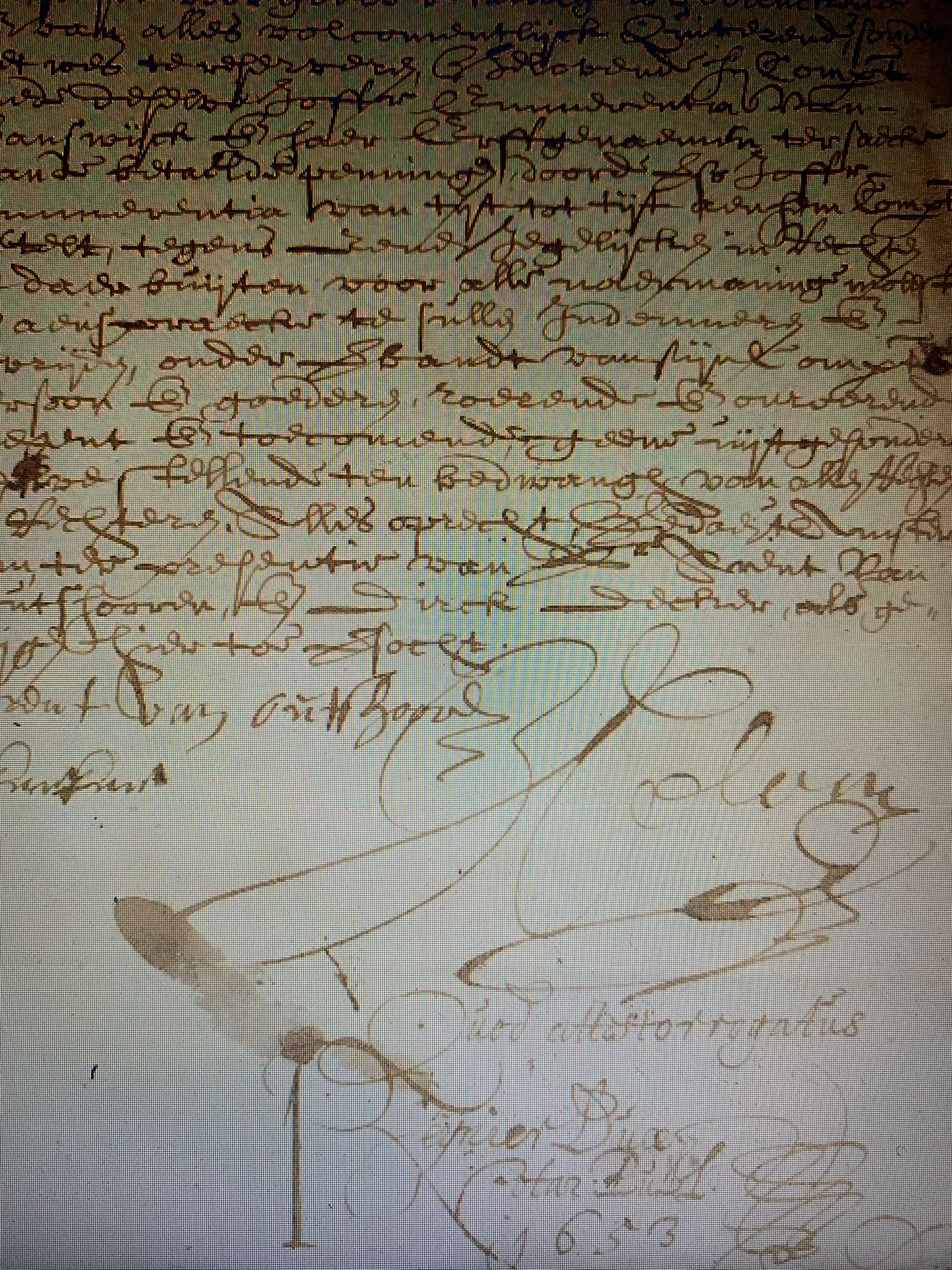
Rebut signat per Johannes Colom, el 28 de desembre de 1653.

## Comerç de llibres
La llibreria de Johannes Colom estava descrita a les pàgines de títol dels llibres impresos per Colom amb la següent adreça: 't Amsterdam Bij Johannes Colom, llibreter op den Dam inde Vuyrige Colom. El cartell de la botiga també deia 'In de Vurige Colom'. Sobre un gravat de PH Des de 1660, les llibreries es poden veure a la Borsa d'Amsterdam, a l'inici del que avui és el Rokin, a l'Oude Brug sobre el Damrak. A l'esquerra de la porta de la il·lustració es pot veure el rètol de la botiga de la vídua de Colom i a la dreta la botiga del seu company de llibres Abraham Wolfgang.

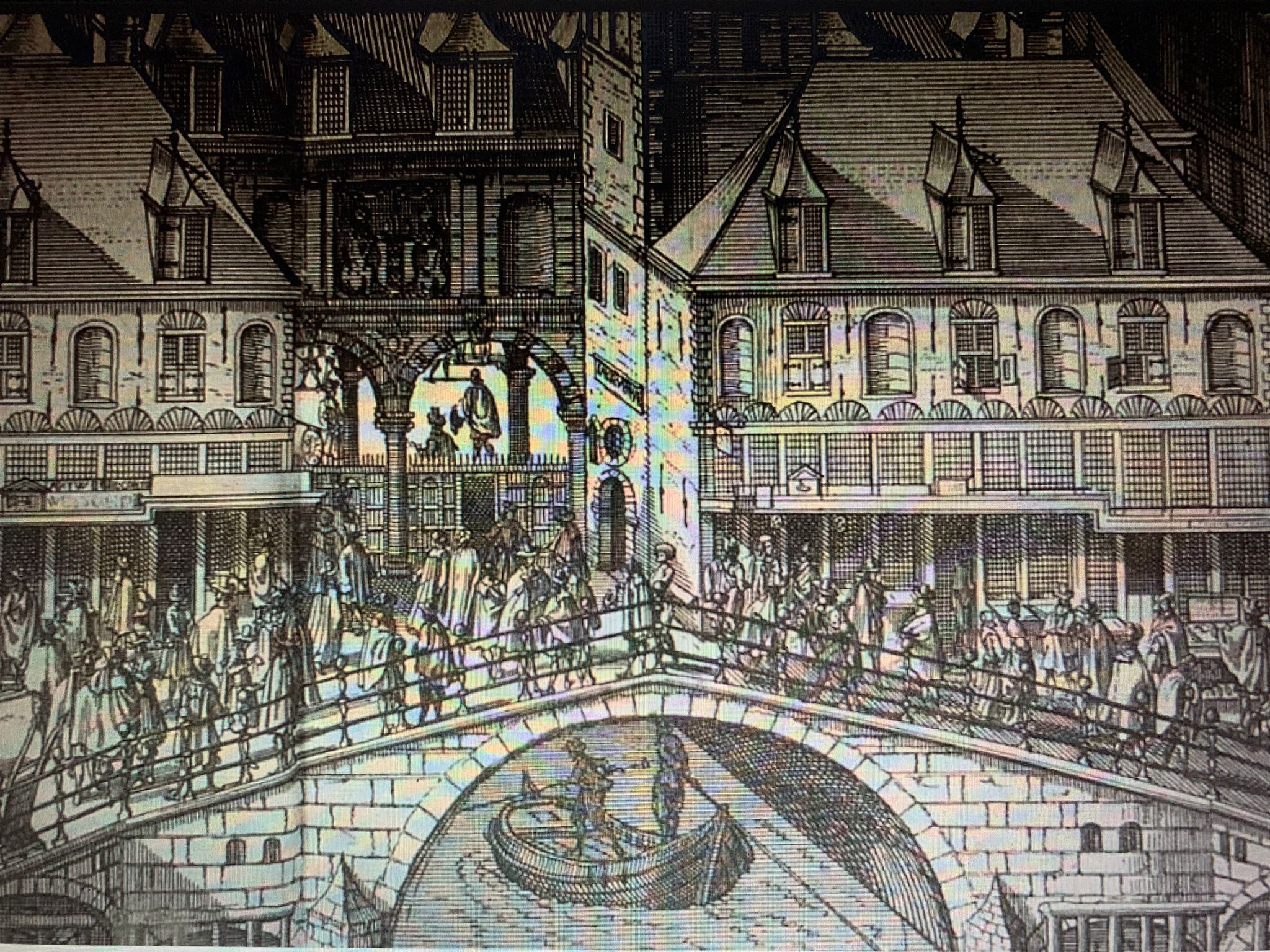
A l'esquerra de l'entrada de la borsa d'Amsterdam, a l'Oude Brug sobre el Damrak, es pot veure la botiga de Colom.

## Obres
Les obres impreses per Johannes Colom varien molt en gènere. El 1647 va imprimir una col·lecció de consultes i consells d'estudiosos del dret i el 1650 va publicar un rar llibret traduït del francès en què un lladre explica les seves aventures. El prefaci del recull de consultes i consells mostra que els Estats Generals dels Països Baixos Units van prometre que Johannes Colom seria l'única persona autoritzada per imprimir, publicar i vendre el llibre Tercera part de les consultes, consells i anuncis durant un període de quinze anys, a partir del 23 de gener de 1647. El 1650 Johannes Colom va publicar una obra del poeta Jeremias de Decker a la col·lecció Puntdichten, que contenia 300 poemes. En un missatge al lector, De Decker conclou la seva col·lecció de poemes amb les paraules: "si és d'algun gust per a vostè, potser un segon llibre seguirà en el seu moment". Sis anys més tard es va publicar la segona part, però com que Johannes Colom ja havia mort, el llibre va ser publicat pel seu pare Jacob Colom.
- Tercera part, de les consultes, consells i anuncis, fets i escrits per diversos excel·lents juristes a Holanda, Frísia Occidental i el Bisbat d'Utrecht. Apèndix Midsgaders, volum 1, 1647[4]
- Instrumentarium Pacis, 1648[8]
- Waerachtige declaratie van sijne Conincklijke Majesteit van groot Brittanie, 1649[9]
- Puntdichten van Jeremias de Decker, 1650
- Hartspieghel. Hendrik Laurensz Spieghel, 1650.[10] In 1615 door een ander gedrukt
- Den politijcken dief. Vertaald uit het Frans door H. A. B., 1650[11][6]
- De klagende Princesse, Over d'Onrijpe Dood van haeren Man den Prince van Orangien. Jeremias de Decker, 1650[12]
- Scheeps gevecht tusschen den Commandeur Ian van Gale, met de Engelse op den 17. Maert ontrent Livorne. Jaar onbekend[13]